# Callistethus glandulicollis
Callistethus glandulicollis är en skalbaggsart som beskrevs av Ohaus 1914. Callistethus glandulicollis ingår i släktet Callistethus och familjen Rutelidae. Inga underarter finns listade.